# Nikolai Alexandrowitsch Iossa

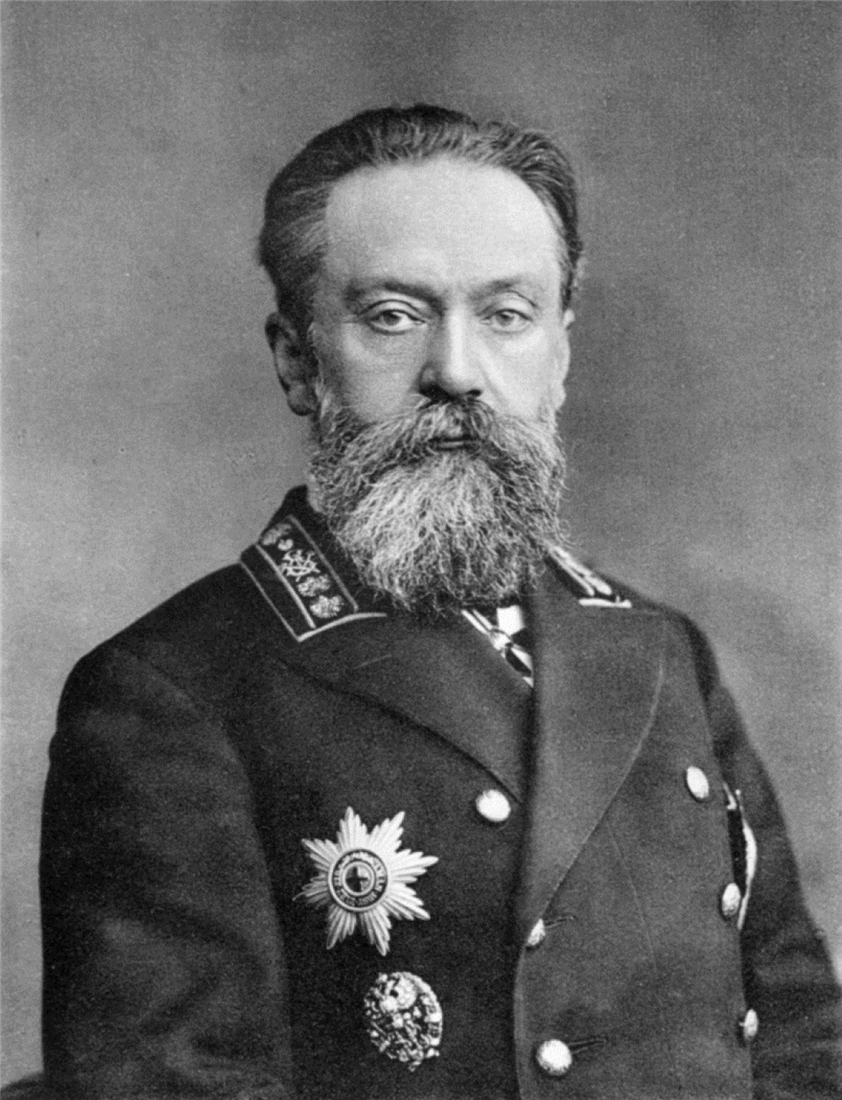
Nikolai Alexandrowitsch Iossa

Nikolai Alexandrowitsch Iossa (russisch Николай Александрович Иосса; * 7. Maijul. / 19. Mai 1845greg. im Gouvernement Perm; † 31. Dezember 1916jul. / 13. Januar 1917greg. in St. Petersburg) war ein russischer Bergbauingenieur, Metallurg und Hochschullehrer.

## Leben
Iossa stammte aus einer alten Bergbaufamilie. Der nach Russland eingewanderte Großvater Andrei Grigorjewitsch Iossa (* 1777 in Hessen-Darmstadt) war Berg-Probierer und thüringischer Schichtmeister. Sein Vater Alexander Andrejewitsch Iossa war Bergbauingenieur und Metallurg wie auch sein Onkel Grigori Andrejewitsch Iossa.
Iossa studierte am Bergingenieur-Korps-Institut (später St. Petersburger Staatliche Bergbau-Universität) in St. Petersburg mit Abschluss 1865. Darauf arbeitete er in den Slatouster Metallurgischen Werken, wo er an den Versuchen zur Nutzung des Bessemerverfahrens zur Stahlherstellung beteiligt war. Darauf war er Dozent für Metallurgie an der Bergbau-Hochschule in Jekaterinburg.
1871 wurde Iossa auf den Lehrstuhl für Metallurgie des Bergingenieur-Korps-Instituts berufen mit Ernennung zum Professor 1882. Er war Berater bei der Modernisierung der Demidowsk-Werke im Amtsbezirk Werchneuralsk des Gouvernements Orenburg und erarbeitete neuartige Hochofen-Projekte. 1885 wurde er Mitglied des Wissenschaftskomitees des Bergingenieur-Korps (und 1907 dessen Vorsitzender). 1891 wurde er Inspektor des Bergingenieur-Korps-Instituts und 1900 dessen Direktor.
Iossa wurde 1900 Direktor des Staatlichen Oberbergamtes. Er initiierte den Sutschan-Steinkohle-Abbau, erweiterte das Kaukasus-Mineralwässer-Amt, reorganisierte die Bergbau-Ausbildung und verbesserte den Arbeitsschutz und die soziale Versorgung der Arbeiter. 1910 gründete er die Russische Metallurgische Gesellschaft und wurde ihr erster Präsident.